# Gamanthus
Gamanthus là chi thực vật có hoa trong họ Amaranthaceae.